# Tsalka (gemeente)
Tsalka (Georgisch: წალკის მუნიციპალიტეტი, Tsalkis moenitsipaliteti) is een gemeente in het zuiden van Georgië met ruim 20.000 inwoners (2024), gelegen in de regio Kvemo Kartli. De gelijknamige stad is het bestuurlijk centrum. De gemeente heeft een oppervlakte van 1.050 km². Tsalka is gesitueerd in het noordelijke deel van het Armeens Hoogland.

## Geschiedenis
Het gebied van de gemeente behoorde na het uiteenvallen van het middeleeuwse Koninkrijk Georgië in de 15e eeuw tot het Koninkrijk Kartli, dat in 1762 overging in het Koninkrijk Kartli-Kachetië. In de tussentijd kwam het gebied met de Vrede van Amasya in 1555 in Safavidisch Perzisch gecontroleerd gebied te liggen, aan de frontlinie met het Ottomaanse Rijk.
In de 18e eeuw worstelde het Koninkrijk Kartli-Kachetië zich los van de Perzen en probeerde het ook delen van het door de Ottomanen gecontroleerde vorstendom Samtsche (Samtsche-Saatabago, of ook wel Mescheti) in bezit te krijgen. Dit liep met Russische steun uit op een fiasco bij Aspindza waardoor dat gebied onder Turks gezag bleef.

### Vorming bestuurlijke eenheid

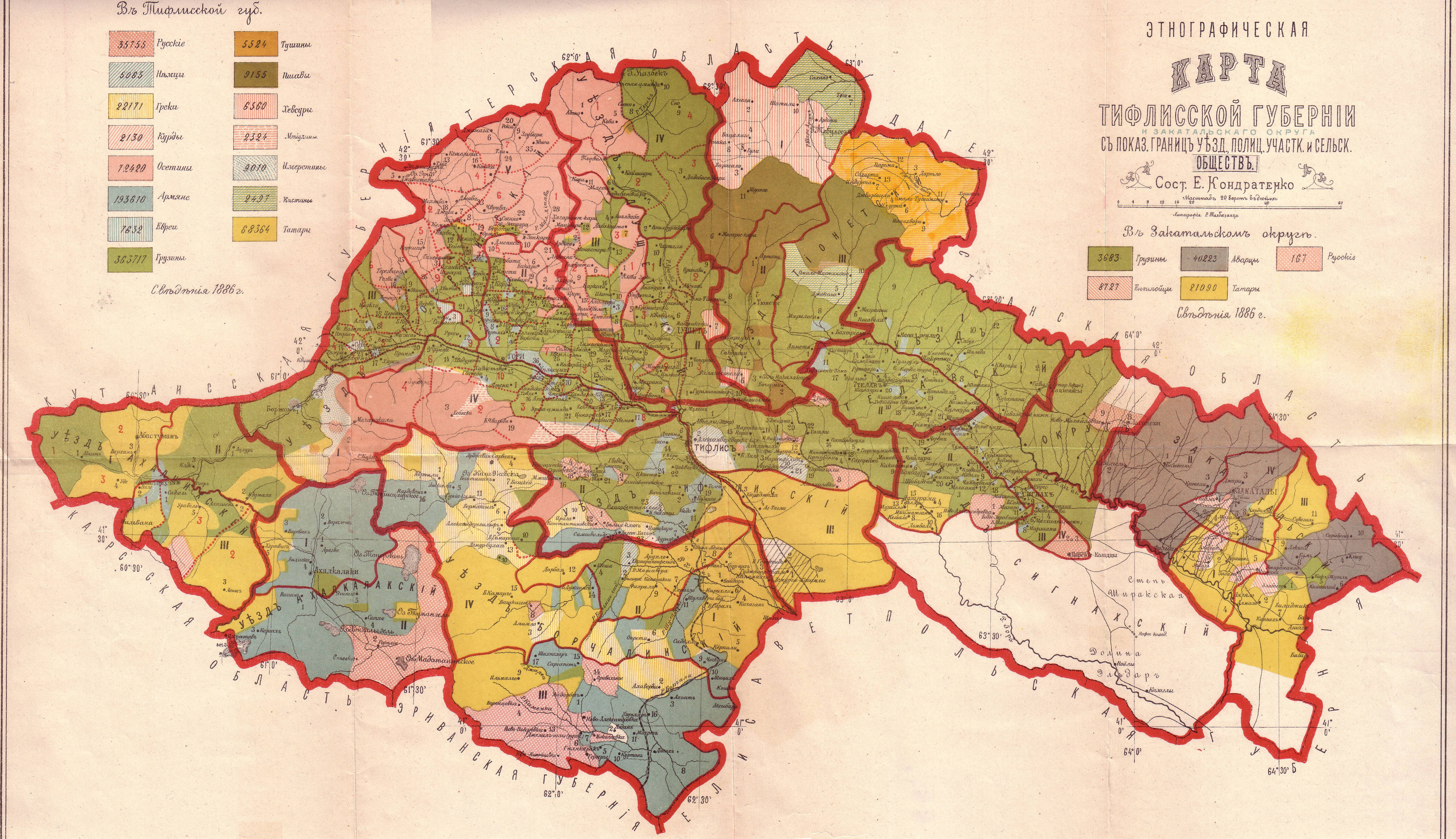
Oejezd Bortsjali in zuiden Gouvernement Tiflis

Het in 1784 gesloten Verdrag van Georgiejevsk tussen Kartli-Kachetië en het Russische Rijk leidde de inlijving van het koninkrijk door Rusland in, wat vanaf 1801 zijn beslag had. De Russisch-Turkse Oorlog in 1828-1929 leidde tot de vestiging in Tsalka van Pontische Grieken vanuit het Ottomaanse Rijk. Dat begon in 1830 in het dorp Besjtasjeni, waarna verschillende andere dorpen volgden.
Het gebied werd vervolgens tot 1880 bestuurlijk ingedeeld bij het oejezd Tiflis, dat zelf onderdeel was van het Gouvernement Georgië-Imeretië (1840-1846) en daarna het Gouvernement Tiflis. In 1880 werd het oejezd Bortsjali van het oejezd Tiflis afgesplitst. Het moderne Tsalka lag binnen dat oejezd in de bestuurlijke subdivisie Trialeti (oetsjastok, Russisch: yча́сток), in het noordwestelijke deel van Bortsjali. Dit oetsjastok Traileti kwam overeenkwam met de historische streek Trialeti. Het district werd voornamelijk bewoond door Armeniërs, Azerbeidzjanen (die destijds net als andere Turkssprekende etnische groepen als Tataren werden aangeduid) en Pontische Grieken. 
Na de Sovjet verovering van de Democratische Republiek Georgië in 1921 en de administratieve hervorming in 1930 werd het onafhankelijke rajon Tsalka afgesplitst van Bortsjali en kreeg het de huidige omvang. Na de onafhankelijkheid van Georgië werd het district in 1995 ingedeeld bij de nieuw gevormde regio (mchare) Kvemo Kartli, en is in 2006 het district omgevormd naar gemeente.

## Geografie
Tsalka grenst aan zeven gemeenten, te weten in het westen en zuidwesten aan de gemeenten Bordzjomi, Achalkalaki en Ninotsminda in de regio Samtsche-Dzjavacheti. In het zuiden grenst het aan Dmanisi, in het oosten aan Tetritskaro en in het noorden aan Kaspi en Gori, beiden in de regio Sjida Kartli.

### Waterkrachtcascade

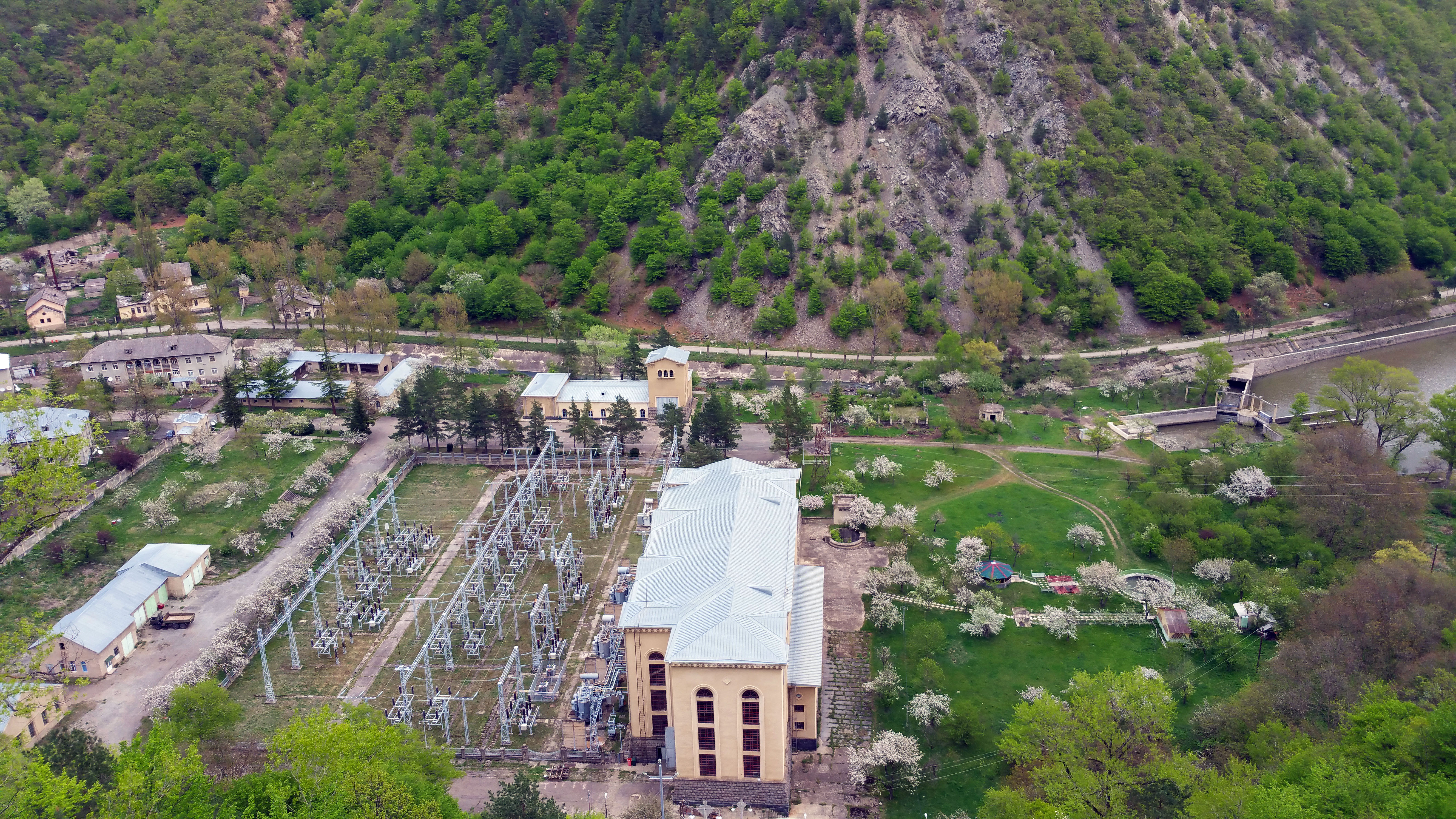
Chramhesi-waterkrachtcentrale

De gemeente bestaat geologisch voor een groot deel uit de Tsalka-depressie, dat een hoogte heeft van 1.500-1.900 meter boven zeeniveau en het noordelijke deel is van het Armeens Hoogland. Er liggen een aantal heuvels in het landschap met een relatieve hoogte van een paar honderd meter. In het laagste deel van deze depressie ligt tegenwoordig het Tsalka-reservoir, het grootste stuwmeer in Georgië. Het ligt aan de bovenkant van de Chrami-waterkrachtcascade, vernoemd naar de Chramirivier waar de cascade in ligt. Het Tsalka-reservoir voedt de Chramhesi-I waterkrachtcentrale, zes kilometer ten zuidoosten van de stad Tsalka.

### Vulkanisch hoogland

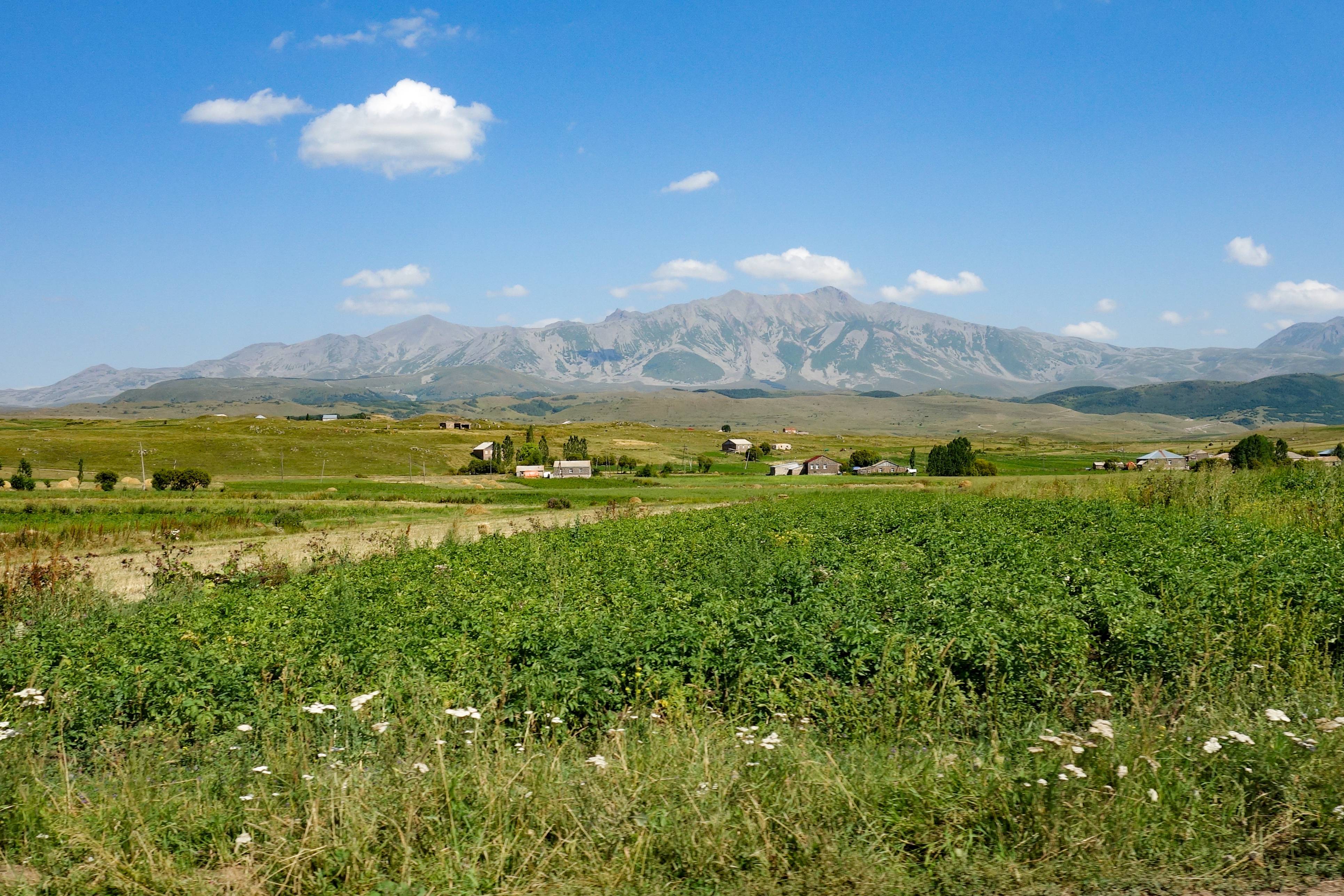
De berg Samsari (3.185 m)

Aan de noordzijde wordt de Tsalka-depressie begrensd door het Trialetigebergte, terwijl de westkant wordt afgebakend door het Samsarigebergte en Dzjavachetigebergte, gebergtes met een vulkanische oorsprong gelegen op een tektonische breuklijn. Deze gebergten vormen tevens de gemeentegrens. De hoogste bergtoppen van de gemeente zijn ruim 3.000 meter boven zeeniveau en zijn te vinden in de zuidwestelijke hoek in het Samsarigebergte, waarbij de vulkaan Samsari (3.285 meter) op de gemeentegrens als hoogste punt geldt. De hoogste bergen van het Trialetigebergte in de gemeente zijn ruim 2.700 meter hoog.  
Het zuidelijke en oostelijk deel loopt over in het lager gelegen Kvemo Kartli Lavaplateau, waarbij de zuidgrens van de gemeente de Chrami zijrivieren Tsjotsjiani en Dzjoedzjiani volgt. Deze laatste ontspringt in het Samsarigebergte een paar kilometer ten noorden van het Paravanimeer. De Chramirivier stroomt via de Dasjbasjikloof langs de daba's Trialeti, Chramhesi en Bediani in zuidoostelijke richting de gemeente uit.    

## Demografie
Begin 2024 telde de gemeente Tsalka 20.038 inwoners, een toename van ruim 6% ten opzichte van de volkstelling van 2014. Tsalka is de minst bevolkte gemeente van de regio Kvemo Kartli. Het aantal inwoners in de hoofdplaats Tsalka steeg met bijna 60% in diezelfde periode.
Na de val van het communisme kreeg de gemeente Tsalka te maken met een intensieve bevolkingsdaling. Er woonden veel Pontische Grieken die na 1989 emigreerden, wat zorgde voor een halvering van de bevolking in een decennium tot circa 2002. Daarna stabiliseerde het bevolkingsaantal en is er sinds 2014 sprake van een toename dat vooral op conto van de stad Tsalka komt.
| Gemeente Tsalka                                                         | -     | 40.286 | 45.600 | 50.471 | 48.580 | 44.187 | 20.888 | 18.849 | 19.526 | 20.038 |  |  |  |  |
|                                                                         |       |        |        |        |        |        |        |        |        |        |  |  |  |  |
| Tsalka                                                                  | 1.650 | 4.875  | 7.065  | 5.819  | 6.245  | 8.043  | 1.741  | 2.326  | 3.008  | 3.708  |  |  |  |  |
| Bediani                                                                 | -     | -      | -      | 2.435  | 1.584  | 1.263  | 344    | 148    | 138    | 125    |  |  |  |  |
| Chramhesi                                                               | -     | -      | -      | -      | -      | -      | 118    | 78     | 62     | 53     |  |  |  |  |
| Trialeti                                                                | -     | -      | 7.591  | 1.617  | 1.435  | 707    | 434    | 510    | 615    | 678    |  |  |  |  |
| Verantwoording data: Bevolkingsstatistiek Georgië 1897 tot heden. Noot: |       |        |        |        |        |        |        |        |        |        |  |  |  |  |

### Etniciteit

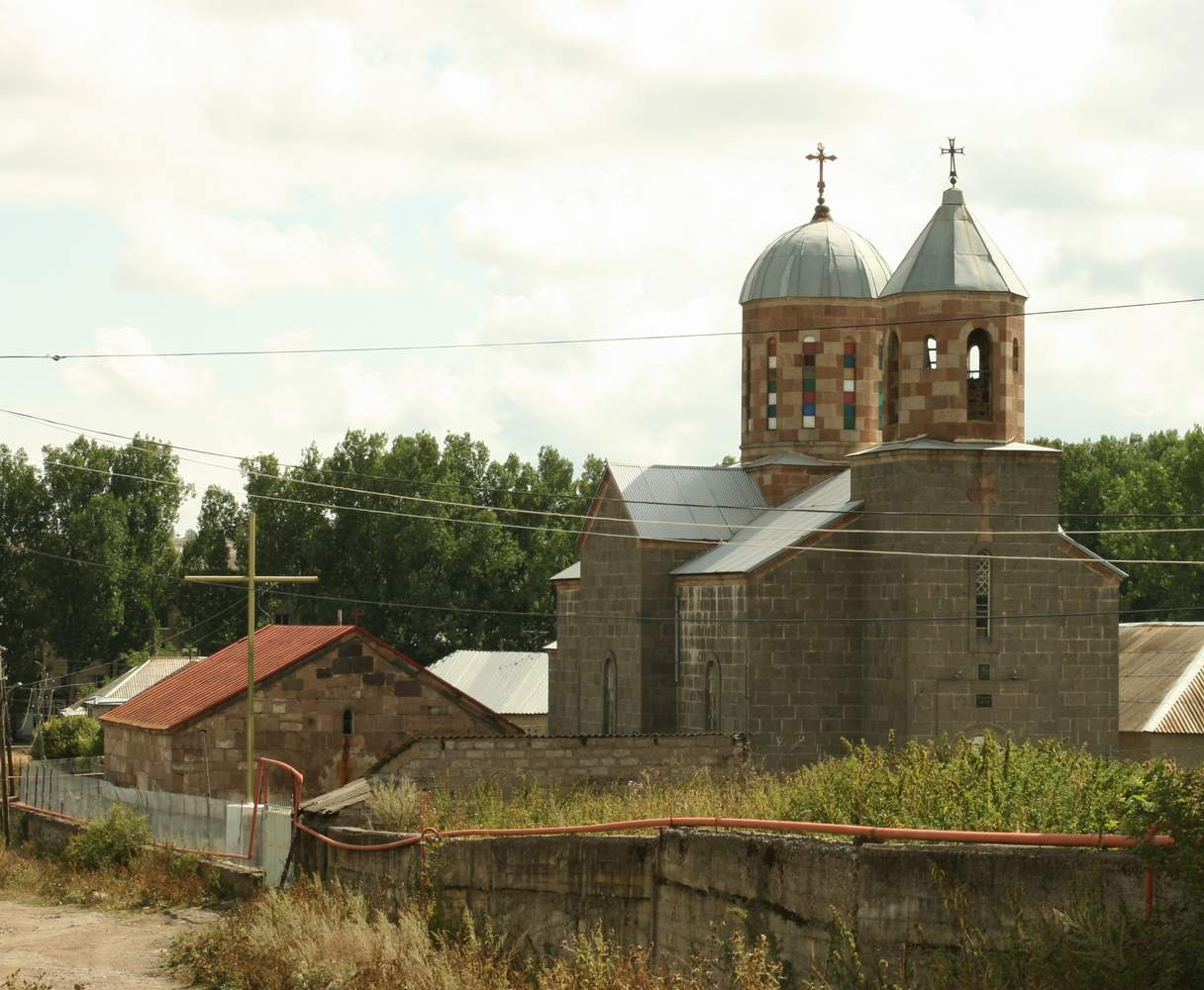
Griekse kerk in Tsalka

Tsalka is de thuisbasis voor de Griekse gemeenschap van Georgië. In 1970 woonden er 30.885 Pontische Grieken in het district, hetgeen 61% van de bevolking van het district was. De bevolking van de stad Tsalka bestond voor meer dan 90% uit etnische Grieken (5.326 van de 5.819 inwoners). Het aantal Grieken is na de val van het communisme echter drastisch afgenomen, vooral vanwege emigratie naar Griekenland. Anno 2014 wonen er slechts 1.304 Grieken in Tsalka. De Pontische Grieken in Tsalka spreken van oudsher het Urum, een bedreigde taal behorend tot de Turkse taalfamilie.
De bevolking van Tsalka is sinds 2000 erg divers, mede na migratieprogramma's in de periode 1997-2006 om Georgische slachtoffers van eco-rampen zoals overstromingen en aardverschuivingen in Svanetië en Adzjarië te hervestigen. Dit leidde ook tot etnische spanningen en protesten in 2006, ook in Tsalka. Volgens de volkstelling van 2014 vormen de Georgiërs/Adzjaren (47%) de pluraliteit in het district Tsalka, gevolgd door Armeniërs (39%) en Azerbeidzjanen (7%). Het aandeel Grieken is gedaald tot minder dan 7% van de bevolking van Tsalka.
| Georgiërs      | 2.069  | 1.710  | 1.613  | 2.510  | 8.802  |
| Armeniërs      | 14.621 | 13.996 | 12.671 | 11.484 | 7.321  |
| Azerbeidzjanen | 1.927  | 2.231  | 2.281  | 1.992  | 1.316  |
| Grieken        | 30.885 | 30.881 | 27.127 | 4.589  | 1.304  |
| Tsalka         | 50.471 | 48.580 | 44.187 | 20.888 | 18.849 |

### Religieuze samenstelling
Een nipte meerderheid van de bevolking is christelijk (59%), waarvan de Armeens-Apostolische Kerk (35%) en de Orthodoxe Kerk (24%) het omvangrijkst zijn. Een grote minderheid is islamitisch (39%): zowel etnische Georgiërs/Adzjaren als etnische Azerbeidzjanen zijn moslim.

## Administratieve onderverdeling
De gemeente Tsalka is administratief onderverdeeld in 30 gemeenschappen (თემი, temi) met in totaal 40 dorpen (სოფელი, sopeli), drie 'nederzettingen met stedelijk karakter' (დაბა, daba) en één stad (ქალაქი, kalaki).
- stad: Tsalka;
- daba: Bediani, Chramhesi, en Trialeti
- dorpen: in totaal 40, waaronder Besjtasjeni.

## Bestuur

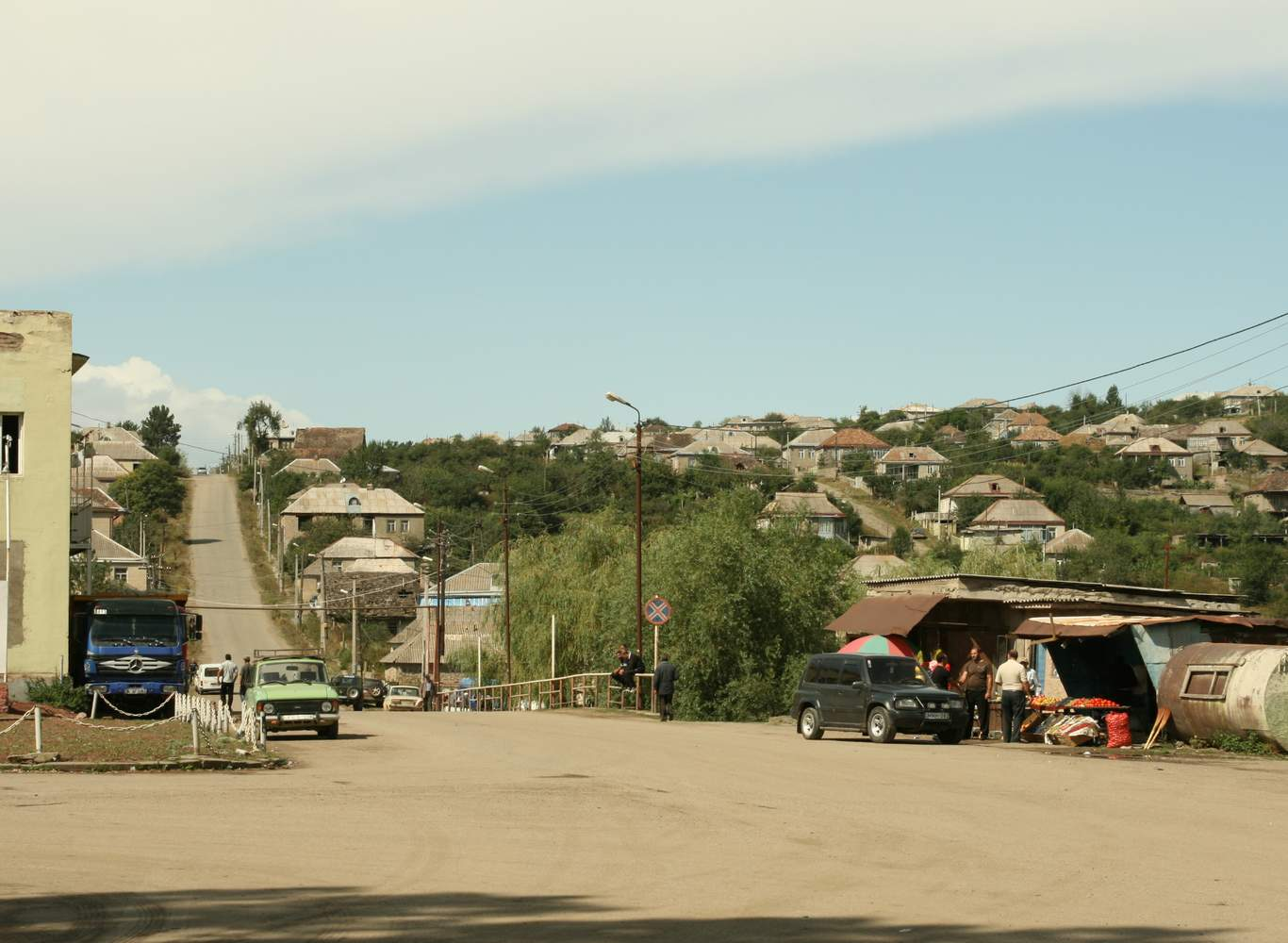
Gemeentelijk centrum Tsalka

De gemeenteraad van Tsalka (Georgisch: საკრებულო, sakreboelo) wordt elke vier jaar gekozen in een gemengd kiesstelsel. Een deel wordt via enkelvoudige kiesdistricten gekozen en een deel via evenredige vertegenwoordiging van gesloten partijlijsten, waarvoor een kiesdrempel geldt van drie procent.
| Partij | Partij                              | 2014 | 2017 | 2021 |
| ------ | ----------------------------------- | ---- | ---- | ---- |
|        | Georgische Droom (GD)               | 30   | 38   | 20   |
|        | Verenigde Nationale Beweging (UNM)  | 2    | 2    | 6    |
|        | Boerdzjanadze - Verenigde Oppositie | 7    |      |      |
|        | Overige partijen                    | 6    | 5    | 4    |
| Totaal | Totaal                              | 45   | 45   | 30   |

## Bezienswaardigheden

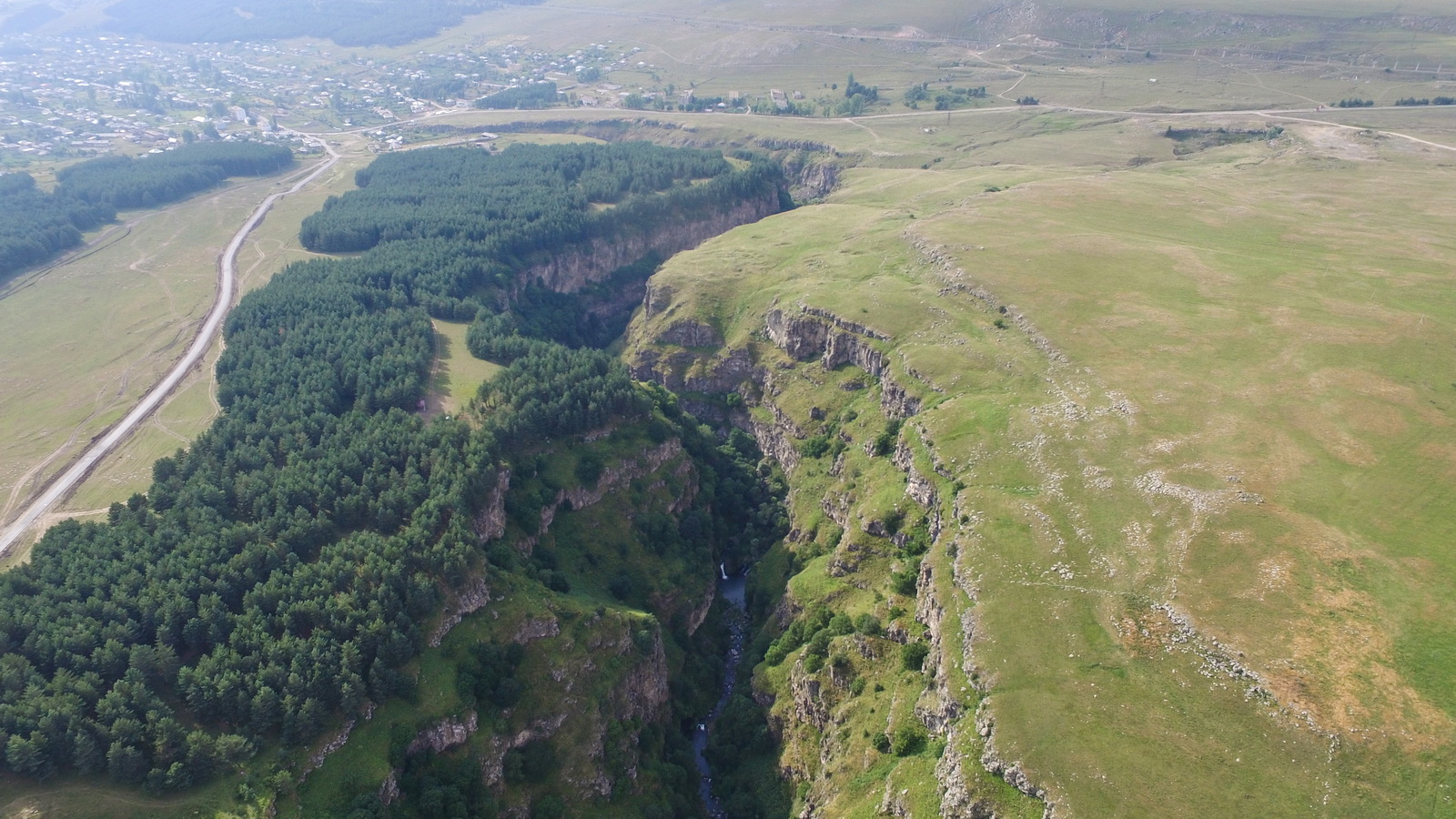
Dasjbasji Canyon Natuurmonument Natuurmonument

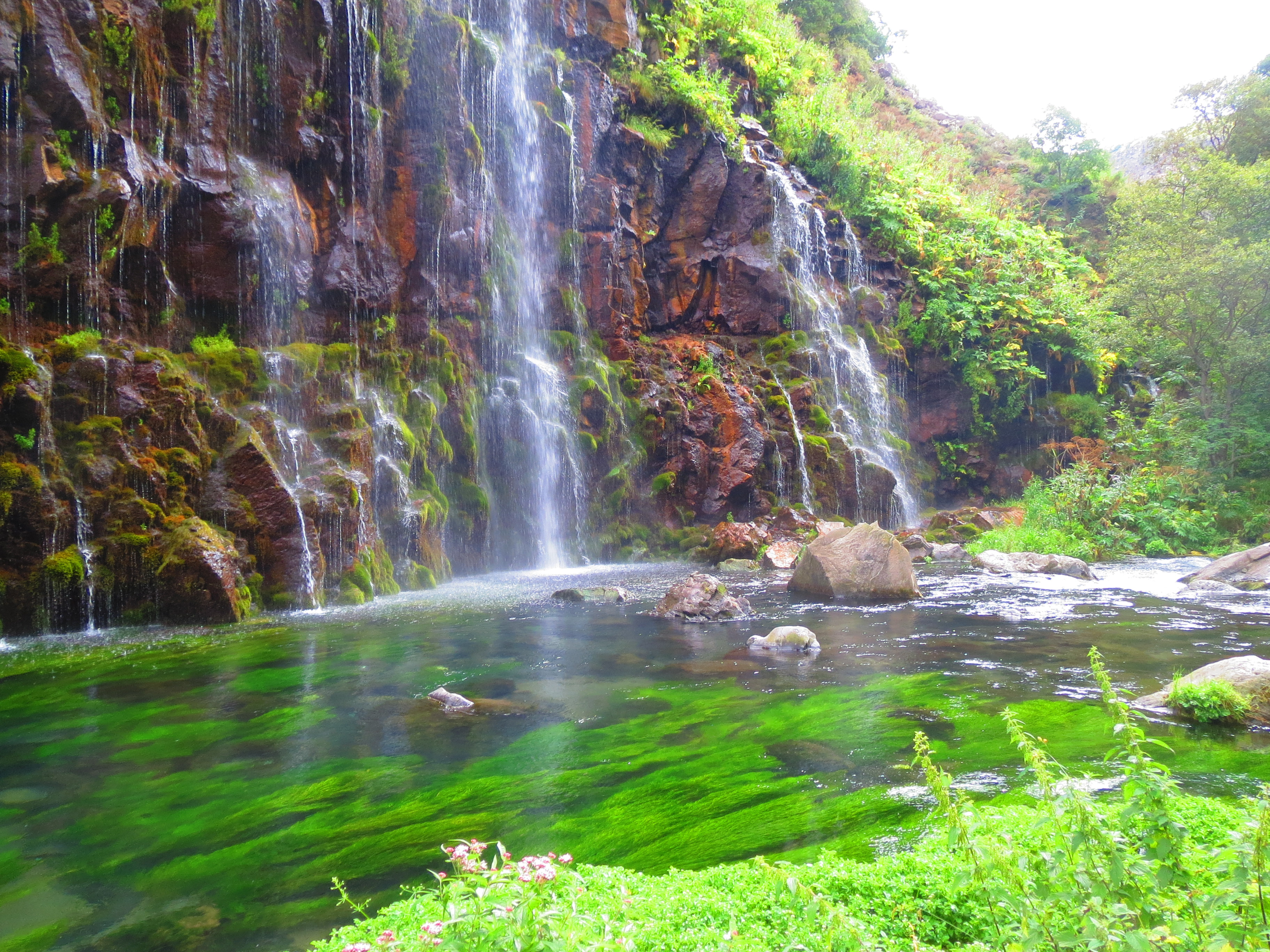
Chramirivier in de Dasjbasjikloof

In de gemeente zijn diverse bezienswaardigheden, voornamelijk natuurschoon:
- Dasjbasji Canyon Natuurmonument. Een ongeveer 8 kilometer lange kloof van de Chrami rivier tussen Tsalka en Trialeti met watervallen en een grote biodiversiteit[35] De kloof heeft een diepte van ongeveer 300 meter.
- St Georgi Kerk in Dasjbasji, een 10e-eeuwse kruiskerk op de rand van de Dasjbasjikloof.
- Diverse meren, met omliggende (beschermde) natuurgebieden, zoals het Baretimeer en het Tsalkareservoir.
- Kldekari, een middeleeuws fort net buiten de noordoostelijke hoek van de gemeente. Was de zetel van de eristavi van hertogdom Kldekari, dat een groot deel van het historische district Trialeti (en dus Tsalka) besloeg.

## Vervoer

Sh31 door Sameba, Tsalka

De belangrijkste doorgaande weg door de gemeente is de nationale route Sh31 die Tbilisi met Samtsche-Dzjavacheti verbindt en eindigt in Ninotsminda vlak bij de Armeense grens. Verder verbindt de nationale route Sh33 de stad Tsalka met Bediani, Tetritskaro en Marneoeli. Vanaf Bediani gaat  de nationale route Sh68 naar Dmaninsi.  
Sinds de jaren tachtig van de twintigste eeuw is Tsalka verbonden met het spoor. Deze lijn vanaf Marabda gaat via Tetritskaro, Tsalka, en Ninotsminda naar het eindpunt in Achalkalaki. De route is feitelijk sinds 2007 buiten gebruik voor passagiersvervoer nadat deze vanaf 2007 grondig gemoderniseerd werd in het kader van de Baku-Tbilisi-Kars spoorlijn. Sinds 2017 rijden er internationale goederentreinen over het spoor. Het lokale passagiersvervoer is niet hervat.